# Бордзонаска
Бордзона́ска (итал. Borzonasca) — коммуна в Италии, располагается в регионе Лигурия, в провинции Генуя.
Население составляет 2136 человек (2008 г.), плотность населения составляет 27 чел./км². Занимает площадь 80 км². Почтовый индекс — 16041. Телефонный код — 0185.
Покровителем коммуны почитается святой апостол Варфоломей, празднование 24 августа.
Туристской достопримечательностью является расположенное в окрестности мегалитическое лицо в Борцоне.

## Демография
Динамика населения:

## Администрация коммуны
- Официальный сайт: http://www.comune.borzonasca.ge.it/